# Britain's Next Top Model (quinta edizione)
La quinta stagione di "Britain's Next Top Model" è andata in onda sul canale Living dal 20 aprile al 6 luglio 2009, per l'ultima volta sotto la conduzione di Lisa Snowdon, presente anche in qualità di giudice insieme al riconfermato Huggy Ragnarsson e al nuovo arrivo Louis Mariette.
Rispetto alle precedenti edizioni, vengono presentate 20 semifinaliste che, al termine di un cosiddetto "bootcamp" nel quale si battono per impressionare quanto più la giuria, vengono ridotte prima a 15 e infine alle 13 finaliste, che nel corso del programma si sono sfidate per giungere all'ambito titolo di miglior modella inglese ed a conquistare i premi in palio: un contratto con l'agenzia "Models 1", una campagna pubblicitaria per la Revlon Cosmetics e un servizio con copertina per la rivista "Company Magazine".
La vincitrice è stata la diciannovenne Mecia Simson di Plymouth, Inghilterra.
Le concorrenti Annaliese Dayes, Ashley Brown e Sophie Sumner hanno partecipato, a inizio 2012, alla diciottesima edizione di America's Next Top Model assieme ad altre quattro concorrenti inglesi di altre edizioni; la Brown si è classificata decima, la Dayes è arrivata terza, mentre la Sumner ha portato a casa il titolo.
Le destinazioni internazionali per questa edizione sono state l'Islanda e l'Argentina.

## Concorrenti
(L'età si riferisce al tempo della messa in onda del programma)
| Concorrente            | Età | Altezza | Provenienza                 | Posizionamento |
| ---------------------- | --- | ------- | --------------------------- | -------------- |
| Lisa-Ann Hillman       | 20  | 175 cm  | Newquay, Inghilterra        | 13.            |
| Lauren Wee             | 21  | 172 cm  | Coleraine, Irlanda del Nord | 12.            |
| Kasey Wynter           | 23  | 178 cm  | Londra, Inghilterra         | 11./10.        |
| Chloe Cummings         | 18  | 172 cm  | Liverpool, Inghilterra      | 11./10.        |
| Madeleine Wheatley     | 18  | 172 cm  | Farnham, Inghilterra        | 9.             |
| Hayley Buchanan        | 21  | 180 cm  | Glasgow, Scozia             | 8.             |
| Annaliese Dayes        | 22  | 170 cm  | Londra, Inghilterra         | 7.             |
| Daisy Payne            | 22  | 175 cm  | Londra, Inghilterra         | 6.             |
| Csilla "Viola" Szekely | 18  | 178 cm  | Surrey, Inghilterra         | 5.             |
| Ashley Brown           | 20  | 173 cm  | Livingston, Scozia          | 4.             |
| Jade McSorley          | 20  | 173 cm  | Middlesbrough, Inghilterra  | 3.             |
| Sophie Sumner          | 18  | 175 cm  | Oxford, Inghilterra         | 2.             |
| Mecia Simson           | 19  | 175 cm  | Plymouth, Inghilterra       | Vincitrice     |

### Ordine di chiamata
| Order | Episodi   | Episodi   | Episodi   | Episodi   | Episodi   | Episodi   | Episodi   | Episodi   | Episodi | Episodi | Episodi | Episodi | Episodi |  |
| Order | 1         | 2         | 3         | 4         | 5         | 6         | 7         | 8         | 9       | 10      | 11      | 12      | 13      |  |
| ----- | --------- | --------- | --------- | --------- | --------- | --------- | --------- | --------- | ------- | ------- | ------- | ------- | ------- |  |
| 1     | Mecia     | Kasey     | Kasey     | Sophie    | Jade      | Daisy     | Jade      | Mecia     | Jade    | Sophie  | Jade    | Sophie  | Mecia   |  |
| 2     | Viola     | Daisy     | Jade      | Jade      | Daisy     | Jade      | Viola     | Viola     | Viola   | Jade    | Sophie  | Mecia   | Sophie  |  |
| 3     | Hayley    | Mecia     | Daisy     | Ashley    | Annaliese | Mecia     | Ashley    | Jade      | Sophie  | Mecia   | Mecia   | Jade    |         |  |
| 4     | Kasey     | Hayley    | Lauren    | Daisy     | Mecia     | Hayley    | Sophie    | Ashley    | Mecia   | Ashley  | Ashley  |         |         |  |
| 5     | Lauren    | Annaliese | Hayley    | Viola     | Ashley    | Ashley    | Annaliese | Daisy     | Ashley  | Viola   |         |         |         |  |
| 6     | Madeleine | Ashley    | Viola     | Madeleine | Madeleine | Sophie    | Mecia     | Sophie    | Daisy   |         |         |         |         |  |
| 7     | Annaliese | Viola     | Madeleine | Chloe     | Hayley    | Viola     | Daisy     | Annaliese |         |         |         |         |         |  |
| 8     | Ashley    | Jade      | Annaliese | Hayley    | Sophie    | Annaliese | Hayley    |           |         |         |         |         |         |  |
| 9     | Chloe     | Lauren    | Mecia     | Annaliese | Viola     | Madeleine |           |           |         |         |         |         |         |  |
| 10    | Sophie    | Madeleine | Sophie    | Mecia     | Chloe     |           |           |           |         |         |         |         |         |  |
| 11    | Lisa-Ann  | Chloe     | Ashley    | Kasey     | Kasey     |           |           |           |         |         |         |         |         |  |
| 12    | Daisy     | Sophie    | Chloe     | Lauren    |           |           |           |           |         |         |         |         |         |  |
| 13    | Ashley    | Lisa-Ann  |           |           |           |           |           |           |         |         |         |         |         |  |

- Nel primo episodio, l'ordine di chiamata delle concorrenti per la scelta delle 13 finaliste è del tutto casuale
- Nel terzo episodio, Ashley e Chloe sono a rischio eliminazione, ma vengono entrambe salvate
- Nel quinto episodio, Chloe e Kasey sono a rischio eliminazione, ed entrambe vengono mandate a casa

     La concorrente è stata eliminata
     La concorrente è parte di una non-eliminazione
     La concorrente ha vinto il concorso

### Servizi
- Episodio 1: Soldatesse (Casting)
- Episodio 2: Nude su un letto di frutta
- Episodio 3: Lesbo rock
- Episodio 4: Campagna per la previdenza sociale
- Episodio 5: Pubblicità per un profumo
- Episodio 6: Regine dei ghiacci in Islanda
- Episodio 7: Ninfe acquatiche
- Episodio 8: Alta moda in un'auto in fiamme
- Episodio 9: Beauty shots ispirati a Kate Moss
- Episodio 10: Distese sui laghi di sale in Argentina
- Episodio 11: Ballerine di Tango
- Episodio 12: Impersonando Evita Perón

### Giudici
- Lisa Snowdon
- Huggy Ragnarsson
- Louis Mariette